# 上种红菱下种藕
《上种红菱下种藕》，王安忆的长篇小说，荣获台湾《中国时报》“2002年十大中文好书”、台湾《联合报》“2002年度最佳书奖”。

## 写作和出版
《上种红菱下种藕》一共20万字。

## 内容
“秧宝宝”是一名乡下女孩，父亲和母亲到“华舍镇”经商，她也跟着走出了农村，她认识了同学“蒋芽儿”、“张柔桑”。
一年之后，秧宝宝的父亲去浙江省绍兴市市里面经商，她也跟着父母去了绍兴市。

## 角色
- 秧宝宝

- 蒋芽儿

- 张柔桑

- 顾老师

## 主题和风格
《上种红菱下种藕》通过“秧宝宝”从农村走入城镇再进入城市的生活场所变化，讲述少女对于世界、感情的感知，也反映了改革开放之后经济活跃对人民生活的改变。

## 评价
评论家李静认为王安忆陷入了写作困境。